# Àngel Toldrà i Viazo
Àngel Toldrà i Viazo   (Barcelona, 1867 - 1956) fou un editor de postals català.

## Biografia
Portà a terme un gran treball com a editor de postals, les quals signava mb les inicials ATV. La seva activitat professional no va ser la fotografia, sinó que estava al capdavant d'una casa de venda de papers i allí mateix editava i venia les targetes postals.
El període principal de producció va ser de 1910-1930. Va començar amb postals sobre la Ciutat Comtal, però ben aviat va sortir per Catalunya, Mallorca, Navarra i Guipúscoa. Va fer diferents sèries de postals. El procés utilitzat per a la impressió de les postals fou la fototípia. També va experimentar amb la fotografia estereoscòpica, però la seva producció va quedar molt lluny de la realitzada amb el format postal.
Va contraure matrimoni amb Antònia Monsó i Nuvials.

## Fons personal
Part del seu fons personal es conserva a l'Arxiu Fotogràfic de Barcelona i aplega negatius, positius i postals generats per la seva activitat editorial. Les sèries d'imatges que ens han arribat mostren la riquesa arquitectònica, paisatgística i social de Barcelona, Catalunya, les Balears, Aragó i Navarra en les tres primeres dècades del segle xx.